# Nouristan
 (avril 2017).
Le Nouristan (ou encore Nurestân, Nourestan, Nuristan) est une province montagneuse difficile d'accès, située dans le nord-est de l'Afghanistan, dans le sud des vallées de l'Hindou Kouch. 
Son centre administratif est Parun (en) (en nuristani : پارون), ou Prasûn / Prasungul. Cette province était autrefois connue sous le nom de Kafiristan (« terre des infidèles » en persan) jusqu'à la conversion de ses habitants à l'islam en 1896, date où la région est renommée Nouristan (« Pays de lumière »). Ses habitants autochtones sont connus sous le nom de Nouristanis et sont apparentés aux Kalash (District de Chitral, Gilgit-Baltistan, Pakistan).
Aujourd'hui, le Nouristan est l'une des 34 provinces d'Afghanistan, formée en 1989 et officiellement créée en 2001 par les parties nord de la province de Laghman et de la province de Kunar. Son centre administratif, Parun, est situé dans la vallée de Parun. Avant 2001, sa capitale était située dans la province de Laghman du fait du contrôle exercé par les moudjahidins sur la province de Nouristan.
C’est l’une des quatre provinces dites « N2KL » : Nangarhar, Nuristan, Kounar et Laghman. N2KL est la désignation utilisée par les forces américaines et de la coalition en Afghanistan pour la région accidentée et très violente le long de la frontière entre l’Afghanistan et le Pakistan en face des zones tribales sous administration fédérale du Pakistan (fusionnées en 2018 avec Khyber Pakhtunkhwa).

## Géographie
La région se situe au sud de l'Hindou Kouch, entre Panchir et Pakistan.
Ses cours d'eau principaux sont les rivières Pech, Kunar et Bachgal (ou Landai Sin River).
Le point culminant de la province est le Mir Samir (en), ou Simirdar, avec une altitude de 5 805 m.
La région compte un parc national, le Parc national du Nouristan (en), créé en 2020.

## Histoire

Les districts du Nouristan en 2001.

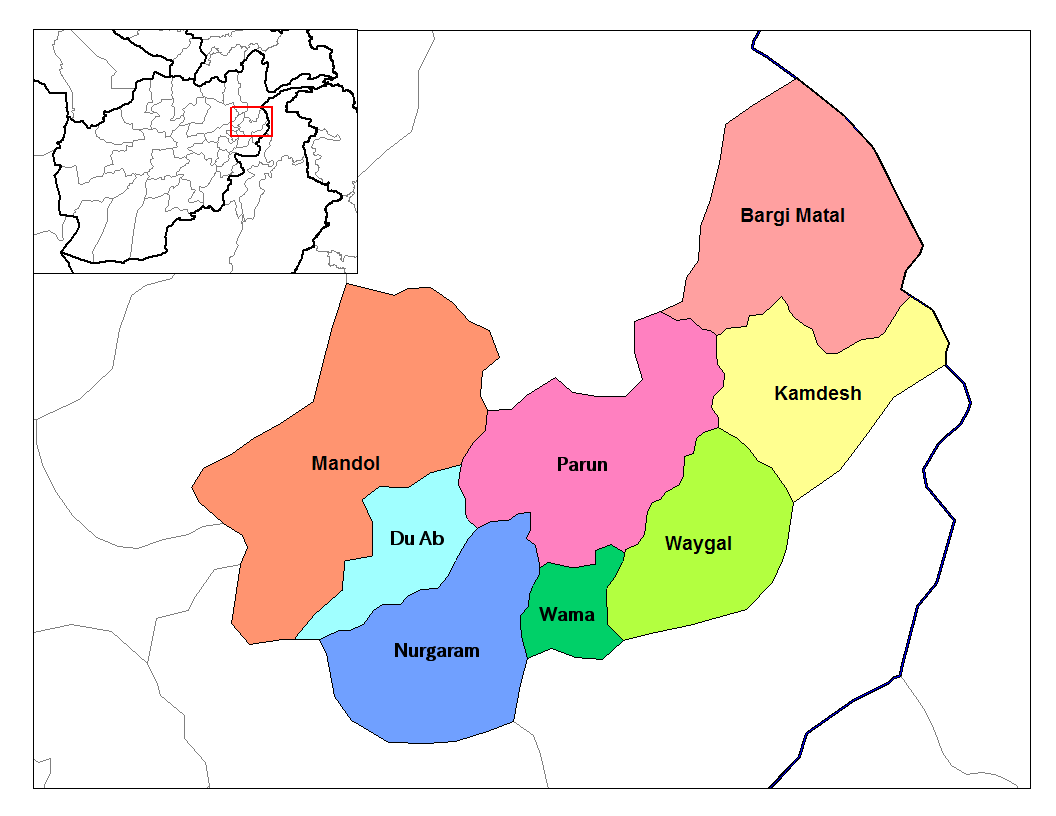
Les districts du Nouristan en 2014.

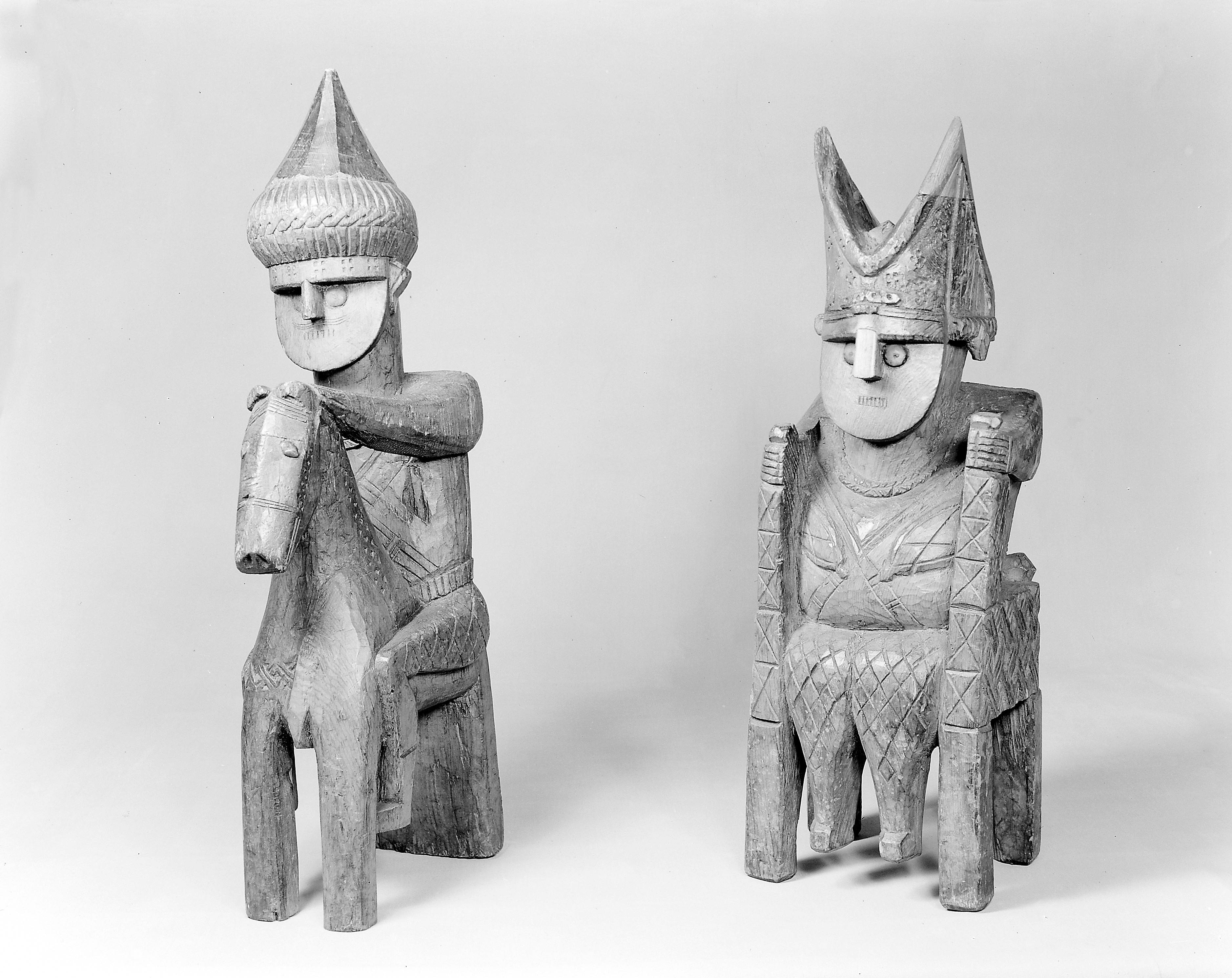
Effigies ancestrales au Kafiristan.

On ne sait pas précisément quand des populations indo-iraniennes s'établissent dans les hautes vallées au pied de l'Hindou Kouch. Leur isolement géographique et leurs prouesses guerrières (ils se sont opposés victorieusement à Tamerlan puis à l'empereur moghol Baber) leur a permis de conserver pendant plus de mille ans leurs traditions, en dépit des attaques récurrentes des armées islamiques. 
Ainsi, jusqu'à la fin du XIXe siècle, leurs tribus offrent la particularité de pratiquer les rituels d'un ancien hindouisme avec des traditions développées localement, sans discontinuité depuis l'Antiquité, ce dont témoignent encore au début du XXIe siècle, au Pakistan, leurs voisins les Kalasha. Une autre de leurs particularités est d'avoir des ressemblances physiques avec les Européens, dont souvent ils se sont eux-mêmes dits frères.
Selon Gérard Fussman, Imra est le « dieu suprême et créateur du panthéon kafir, en même temps un dieu de la mort également appelé en prasun Māra ». Il a pour adjoint kati Mōņ, Mōņe, désignation de Rudra Shiva, Un troisième dieu est Gish issu de *gaveșa « quête des vaches », dieu de la razzia qui est la première forme de guerre pour ces populations. Indra est également présenté par différentes formes en indr. 
La situation de ces tribus a été décrite en 1298 par Marco Polo. Le frère jésuite portugais Goes les mentionne en 1603 et dit avoir goûté leur vin. À la fin du XVIIIe siècle William Kirkpatrick les décrit également (avant 1793), suivi au XIXe siècle par Elphinstone, puis Alexander Gardner (en) qui parcourt ces territoires dans les années 1825-1830 (son récit inspirera Rudyard Kipling pour sa nouvelle L'Homme qui voulut être roi), ainsi que Wood (1841), Burnes (1842), Leitner (1874), McNair (1883) ou encore Robertson (1900) qui donne un aperçu de la situation au moment de leur destruction.
En 1895, l'émir de Kaboul Abdur Rahman Khan, profitant des clauses du traité Durand signé avec les Indes britanniques, décide de soumettre ces populations et de les convertir à l'islam. Les habitants du Kafiristan ayant tué les envoyés de l'émir, celui-ci mobilise son armée et ordonne une répression très dure qui confine au massacre des guerriers du Kafiristan mal équipés. Le pays est annexé en 1896, le Kafiristan devient le Nouristan, les temples et les statues sont détruits et les conversions sont nombreuses,.
Pendant les tueries, un certain nombre des habitants du Kafiristan installés dans la vallée de Bashgal trouveront refuge dans le royaume de Chitral et s'installeront dans le fond des vallées Kalasha. Leurs descendants, pas tous convertis à l'islam, y vivent encore en pratiquant leurs anciens rituels.

## Langues
90 % de la population parlent des langues nouristanies.

## Littérature
Le cœur de la nouvelle L'Homme qui voulut être roi de Rudyard Kipling, adaptée au cinéma par John Huston, se déroule dans cette province.
Un petit tour dans l'Hindu Kush (en), écrit par Eric Newby (en) et publié en 1958, relate l'expédition de deux anglais en 1956 dans des vallées du Nouristan n'ayant jusqu'alors jamais vu d'occidentaux. Ils y décrivent des paysages grandioses et variés, ainsi qu'une vie plus rude mais aussi plus collective que dans les vallées plus basses peuplées de tadjiks.

## Districts
- District de Barg-i Matal (en) (2001)
- Distrct de Du-Ab (en)
- District de Kamdech (en) (2001)
- District de Mandol (en)
- District de Nurgaram (en) (2004)
- District de Nouristan (en) (jusqu'en 2004)
- District de Wama (en)
- District de Waygal (en)
- District de Paroun (en), Paroun (en) ou Prasun(gul)

## Population par district
| Nombre d'habitants en 2006 | Nombre d'habitants en 2006 |
| District                   | Population                 |
| -------------------------- | -------------------------- |
| Paroun                     | 11 900                     |
| Nour Gram                  | 28 700                     |
| Doab                       | 6 900                      |
| Waigal                     | 17 400                     |
| Wama                       | 9 800                      |
| Mandol                     | 17 600                     |
| Kamdech                    | 22 300                     |
| Barg-i Matal               | 13 800                     |
| Total                      | 128 400                    |

## Sources

### Témoignages
- Soldier and Traveller: Memoirs of Alexander Gardner, Edited by Major Hugh Pearse, with an introduction by Sir Richard Temple, Ed. William Blackwood and Sons of Edinburgh and London, 1898

### Études académiques
- (en) Nicholas Justin Allen, Some gods of Pre-Islamic Nuristan, Revue de l'histoire des religions, Année 1991, 208-2, pp. 141-168
- (en) Hasan Kakar,  A political and diplomatic history of Afghanistan 1863-1901, Leiden/Boston, E. J. Brill, 2006.
- (en) Max Klimburg, The Arts and Culture of Parun, Kafiristan's « Sacred Valley », Arts asiatiques, Année 2002, Volume 57, Numéro 1, pp. 51-68
- (en) Max Klimburg, The "Enclaved" Culture of Parun in Former Kafiristan, ASIEN, Numéro 104, juillet 2007, p. 65-70